# Віданово
Віда́ново (рос. Виданово) — село у складі Ніколаєвського району Хабаровського краю, Росія. Входить до складу Нігірського сільського поселення.

## Населення
Населення — 39 осіб (2010; 90 у 2002).
Національний склад (станом на 2002 рік):
- росіяни — 87 %